# Stenopsyche sinanoensis
Stenopsyche sinanoensis är en nattsländeart som först beskrevs av Kobayashi 1954.  Stenopsyche sinanoensis ingår i släktet Stenopsyche och familjen Stenopsychidae. Inga underarter finns listade i Catalogue of Life.